# Chartreuse de Lugny
Pour les articles homonymes, voir Lugny.
La chartreuse de Lugny est une ancienne chartreuse située dans un vallon de la commune de Leuglay dans le département de la Côte-d'Or en France.
La chartreuse fait l'objet d'une inscription partielle au titre des monuments historiques,,.

## Localisation
La chartreuse de Lugny est située dans un vallon débouchant sur la vallée de l'Ource sur le territoire de la commune de Leuglay, à proximité de Recey-sur-Ource et non loin de Châtillon-sur-Seine, au hameau éponyme.
Elle est accessible depuis Châtillon et Langres par la RD928.

## Histoire

### La fondation

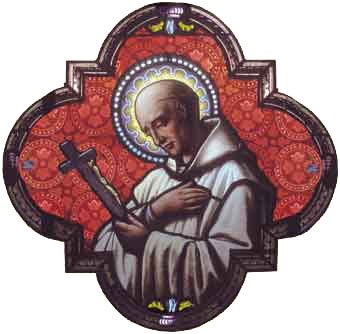
Saint Bruno.

Selon la légende,la chartreuse de Lugny serait la première chartreuse fondée par saint Bruno après son départ de l'abbaye de Molesme. En fait, sa fondation ne date que de 1172 alors que Bruno est mort soixante-et-onze ans plus tôt au monastère de Santo Stefano del Bosco, le 6 octobre 1101. Le fondateur de la Chartreuse est Gauthier de Bourgogne, 59e évêque de Langres. Celui-ci œuvra pour que les chartreux aient assez de possessions et revenus pour vivre.

#### Les efforts deGauthier de Bourgognepour doter la nouvelle chartreuse[5]
Pour parvenir à une dotation de terrain suffisante pour la nouvelle chartreuse afin qu'elle dispose des ressources indispensables à sa subsistance, Gauthier sollicite les diverses maisons possédant des biens sur Lugny et aux alentours. Pour commencer, en 1170, Gauthier obtient la donation par les chanoines réguliers de l’Abbaye Saint-Étienne de Dijon, des surfaces que ces chanoines détiennent sur Lugny. Ces droits ont été apportés à l’abbaye, quelques décennies plus tôt, par un dénommé Étienne, originaire de Leuglay, lors de son entrée en religion dans l’abbaye qui portait le nom de son saint patron. Gauthier sollicite ensuite les Templiers. En 1174, ils lui donnent leurs droits sur Lugny. En contrepartie, l'évêque concède à la commanderie de Bure diverses tenures dépendant du domaine épiscopal, sur les territoires de Voulaines et Leuglay. Il donne aussi des droits de pâturage pour les animaux des Templiers sur le finage de La Chaume et d’autres droits encore. Gauthier sollicite dans un troisième temps les cisterciens de l’Abbaye de Longuay, dans l'actuelle Haute-Marne. Il sait que ces derniers possèdent des droits sur Lugny et la grange de Valverset à laquelle sont attachés divers biens. Les cisterciens sont réticents. En effet, cette grange est une partie importante de leurs revenus. Comme pour les templiers, l'évêque doit réaliser un échange en apportant de sérieuses compensations. Il s'agit de la métairie de Grandbois située sur le territoire d’Aignay-le-Duc et celle de Hierce, sur celui de Montmoyen. Ces transferts de droits ont été constatés par une charte de 1175.
Le Chapitre de la cathédrale de Langres confirme tout le complexe édifice de cette donation où sont impliqués l’évêque de Langres, l’abbaye Saint-Étienne, l’ordre du Temple, l’abbaye de Longuay, et l’abbaye Notre-Dame de Châtillon. L'existence de la chartreuse de Lugny est alors possible.

#### Autres dons dès les premières années de vie de la chartreuse
La Société Archéologique et Historique du Châtillonnais qui a réalisé l'étude de la fondation de la Chartreuse de Lugny expose également dans son travail que la générosité du fondateur fut accompagnée comme suit : "les sires de Grancey sont, dès le 11e siècle, propriétaires à titre allodial, de la terre de Lugny. Ils l'inféodent à Chrétien et à Étienne. L’un de leurs successeurs, Eudes de Grancey, a encore, à la fin du 12e  siècle, quelques droits féodaux et quelques terres sur Lugny. Il les abandonne aux chartreux, sans doute à l’invitation de l’évêque Gauthier. Les seigneurs de Rochefort-sur-Brevon, ne furent pas en reste. On compte parmi ces riches possesseurs allodiaux, bienfaiteurs de Lugny, un successeur de Gauthier, Garnier II de Rochefort." Ce dernier est tellement libéral qu'il épuise les fonds du chapitre de la cathédrale. Hilduin de Vendeuvre  doyen en appelle au pape Innocent III qui suspend Hilduin. "Parmi les innombrables donateurs de moindre importance, Geoffroy de Brémur fait don aux chartreux de Lugny, de sa part dans les pâturages de Leuglay. En 1186, Simon de Bricon, donne des biens de même nature sur Essarois."

#### Fin de la vie deGauthier de Bourgogneet début de communauté
L'évêque Gauthier après avoir vu le succès de tous ses efforts, se retire à la chartreuse de Lugny. Revêtu de l'habit de saint Bruno, il y reste jusqu'à son décès, le 6 janvier 1179,. Peu de temps après sa mort, en 1181, le prieur de la chartreuse s'appelle Pierre. Assez rapidement, cette petite communauté atteint 12 ou 13 Pères Chartreux et une vingtaine de "Frères lais"  (laïques). Ces derniers sont chargés d'effectuer les travaux agricoles. Ils logent dans la « la maison basse » appelée La Courroirie, dont les bâtiments existent encore non loin de Lugny. et qu'il ne faut pas confondre avec la « Correrie » située dans la chartreuse. Les moines vivent alors une période de croissance et de prospérité. En juin 1329, Philippe VI de Valois, roi de France, à la prière d’Eudes IV de Bourgogne, duc de Bourgogne, donne aux religieux de la Chartreuse de Lugny, le droit d’acquérir jusqu’à quinze livres tournois de rente dans le diocèse de Langres.

### La guerre de Cent Ans, la catastrophe et le relèvement
Toutes les donations précédemment citées n'ont pas suffi à la chartreuse pour surmonter les destructions qui surviennent pendant la guerre de Cent Ans, à une date proche de 1366, au temps des grandes compagnies. Le relèvement intervint seize ans plus tard. En septembre 1382, Gui VI de La Trémoille, grand chambellan héréditaire de Bourgogne et favori du duc Philippe II de Bourgogne dit « Philippe le Hardi », fut touché par la triste situation où se trouvait alors la Chartreuse de Lugny. Celle-ci avait été fondée pour douze religieux de chœur, mais ne pouvait à peine fournir le nécessaire pour six chartreux. Ce seigneur fonda donc six autres places pour remplir le nombre des religieux chartreux qui devaient y être. Il acheta pour cela des fonds en divers endroits qu’il donna à la chartreuse et paya les amortissements de tous ces fonds qui pouvaient être dus aux seigneurs dont ils dépendaient.
En 1392, Dom Vionime d’Aoste fut nommé prieur de la chartreuse après l'avoir été de la chartreuse d'Aillon.
Le duc Philippe II de Bourgogne légua en mourant (27 avril 1404) des sommes considérables à la chartreuse de Lugny. Cela permit à la chartreuse de retrouver son lustre.

### Une situation contrastée de la fin de la guerre de Cent Ans à la fin des guerres de Religion
La guerre de Cent Ans se termine en 1475 par le traité de Piquigny. Quelques années plus tard, Jean VIII d'Amboise, évêque et duc de Langres de 1497 à 1512, pair de France, par une charte rédigée à Mussy révoque tout ce qui avait été fait de contraire aux immunités des chartreux de Lugny.
En 1520, commencent les premières persécutions contre les protestants. Ce sont les prémices des guerres de Religion. Comme sauvegarde contre les tentatives des partis qui divisaient la France, Charles IX permet, en 1573, aux chartreux de Lugny de mettre ses pannonceaux et bâtons royaux en leur maison et seigneurie, ce qui ne les empêcha pas, malgré ce porte respect, de se retirer, dans les mauvais jours, à Châtillon laissant la chartreuse à l'abandon pendant plusieurs années.
La paix revenue, Lugny connaît une période de prospérité et sous l'autorité de Prieurs qui furent de grands bâtisseurs, la chartreuse s'agrandit et s'embellit. Le porche d'entrée date de cette période (fin XVIe siècle).

### LeXVIIIe, une époque de prospérité qui permet l’embellissement

#### Les travaux entrepris
En 1721, dom Benoît Houasse, qui était prieur de la chartreuse, devint prieur de la chartreuse du Val-Saint-Georges. Entre 1743 et 1745, Fr. Goulard, chanoine, prieur de la Chartreuse de Lugny fait exécuter diverses œuvres pour embellir l'église et la salle capitulaire de la chartreuse. Ces œuvres ont été commandées à Nicolas Pineau, sculpteur français qui fut l'un des inventeurs de la rocaille française. Ces commandes concernaient de nombreux panneaux dont certains concernant le tabernacle, la chaire à prêcher….
Vers 1778, l'architecte Edme Verniquet (1727-1804) élève « des maisons particulières » à la chartreuse. Ce sont peut-être les cellules des moines reconstruites, en même temps que le grand cloître avant la Révolution.

#### Les possessions des moines
La chartreuse possède alors des bois pour une surface de l’ordre de 850 hectares, entourant le monastère. Il y a aussi des terres et des pâtures (une dizaine de métairies et fermes). Cinq moulins et des forges sont installés sur le cours de l’Ource. Les revenus monastiques sont complétés par des droits d’usage, des dîmes, des droits féodaux et seigneuriaux divers. La règle des chartreux leur interdit de boire du vin, mais il leur en faut pour la messe. La chartreuse fait un essai de culture de la vigne à proximité du monastère. Le sol et le climat ne sont pas propices. La chartreuse possède donc quelques vignes, notamment à Montbard. Le sel était nécessaire à la vie du monastère, pour l’assaisonnement de la nourriture de tous et pour la conservation de la viande, destinée à la consommation des domestiques de la chartreuse. Il faut se le procurer au loin. En 1245, Jean Ier de Chalon qui est sire de Salins, fait aumône à la chartreuse, pour le salut de son âme et de celles de ses parents, de Mahaut de Bourgogne, sa première femme et d’Élisabeth de  Courtenay-Champignelles, sa seconde épouse, de dix charges du meilleur sel du puits de Salins, à aller prendre chaque année à perpétuité, à la fin de la semaine qui suit le 2 février.
En 1769, la seigneurie de Recey-sur-Ource appartenait à la Chartreuse de Lugny.Les chartreux de Lugny possédaient dans le bailliage de la Montagne, Becey, Menesble, quatre étangs dans la forêt de Villiers-le-Duc et l'étang du roi au bas d'Essarois.
La bibliothèque du monastère ne se composait pas moins de sept ou huit cents ouvrages de choix sur la théologie, l'histoire religieuse et civile, la littérature grecque et latine, voyages, géographie, sciences et arts, etc. Ses pièces et titres, comme tous ceux des autres établissements religieux du département, étaient déposés aux archives de la Côte-d'Or en 1860.
Les appartements du prieur étaient ornés de plusieurs bonnes peintures, entre autres un grand tableau représentant un saint Jérôme par l'Espagnolet, et diverses toiles de Dom René.

### Depuis la Révolution française
Le 24 septembre 1791, la chartreuse est adjugée comme bien national, pour un prix de 80 400 livres, à trois acquéreurs de la région : 
1. Nicolas Lacordaire, chirurgien à Recey-sur-Ource, père de Jean-Baptiste Henri Lacordaire;
2. Jean Joseph Valère Buzenet, cultivateur à Colmiers-le-Bas;
3. Claude Buretay, notaire royal à Recey-sur-Ource.

Un mois plus tard, le 26 octobre 1791, la chartreuse de Lugny a été revendue à Jean-Baptiste Lagnier, maître de forges à Bezouotte. Certains des descendants de celui-ci occupent encore actuellement les lieux.
À l’époque où Pierre Larousse, et Jean François Babeau, son meilleur ami écrivaient leur grand dictionnaire universel, la chartreuse avait été transformée en faïencerie. Cette propriété privée, fermée au public est aujourd'hui intégralement à usage de logements et dépendances. Elle est ouverte à la visite lors des Journées européennes du patrimoine, le troisième dimanche de septembre de chaque année.

## État et statut
Elle a conservé d'importants bâtiments, mais les deux cloîtres ont disparu tout comme les 10 ou 11 maisonnettes des pères chartreux. L'église, consacrée en 1203, a été remaniée en 1560. Au XVIIIe siècle, les Chartreux y ont ouvert de grandes baies en remplacement des petites ouvertures romanes et ont rénové  la décoration dans le goût baroque rococo de l’époque. Le très bel autel de marbre rehaussé de bronze, se trouve actuellement dans l’église de Recey sur Ource. L'église reste affectée au culte jusqu'en 1790 et sert ensuite de grange à partir de la Révolution, après que les moines ont été obligés de se disperser. Les actuels propriétaires lui ont rendu son statut initial pour une grande partie de celle-ci.
Les restes de sa corroirie, bien conservés, sont visibles en bordure de la route RD928. Les autres bâtiments, en retrait sur le coteau, sont accessibles par une petite route. Toutes les constructions sont habitées.
Les maisons particulières élevées à la chartreuse sont l'œuvre de l'architecte Edme Verniquet (1727-1804) et pourraient être les cellules des moines reconstruites, en même temps que le grand cloître avant la Révolution.